# Сен-Фортюна-сюр-Эрьё
Сен-Фортюна́-сюр-Эрьё (фр. Saint-Fortunat-sur-Eyrieux, окс. Sant Fortunat sur Eyrieux) — коммуна во Франции, находится в регионе Рона — Альпы. Департамент коммуны — Ардеш. Входит в состав кантона Ла-Вульт-сюр-Рон. Округ коммуны — Прива.
Код INSEE коммуны 07237.

## Население
Население коммуны на 2008 год составляло 714 человек.
| 1962 | 1968 | 1975 | 1982 | 1990 | 1999 | 2008 |
| ---- | ---- | ---- | ---- | ---- | ---- | ---- |
| 670  | 728  | 633  | 543  | 531  | 542  | 714  |

## Экономика
В 2007 году среди 401 лица в трудоспособном возрасте (15-64 лет) 296 были экономически активными, 105 — неактивными (показатель активности — 73,8 %, в 1999 году было 68,5 %). Из 296 активных работали 272 человека (151 мужчина и 121 женщина), безработных было 24 (7 мужчин и 17 женщин). Среди 105 неактивных 20 человек были учениками или студентами, 45 — пенсионерами, 40 были неактивными по другим причинам.

## Фотогалерея

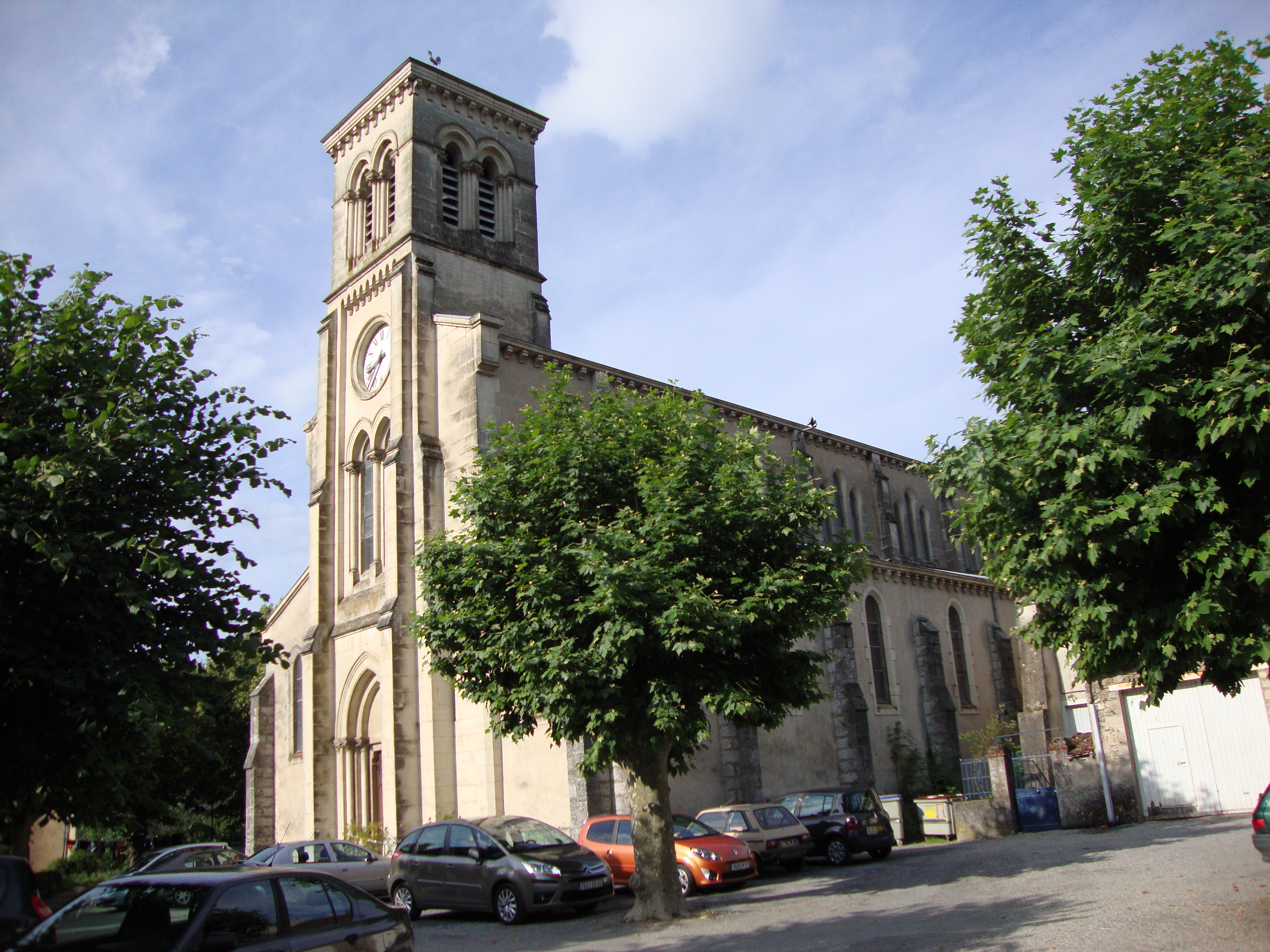
Церковь
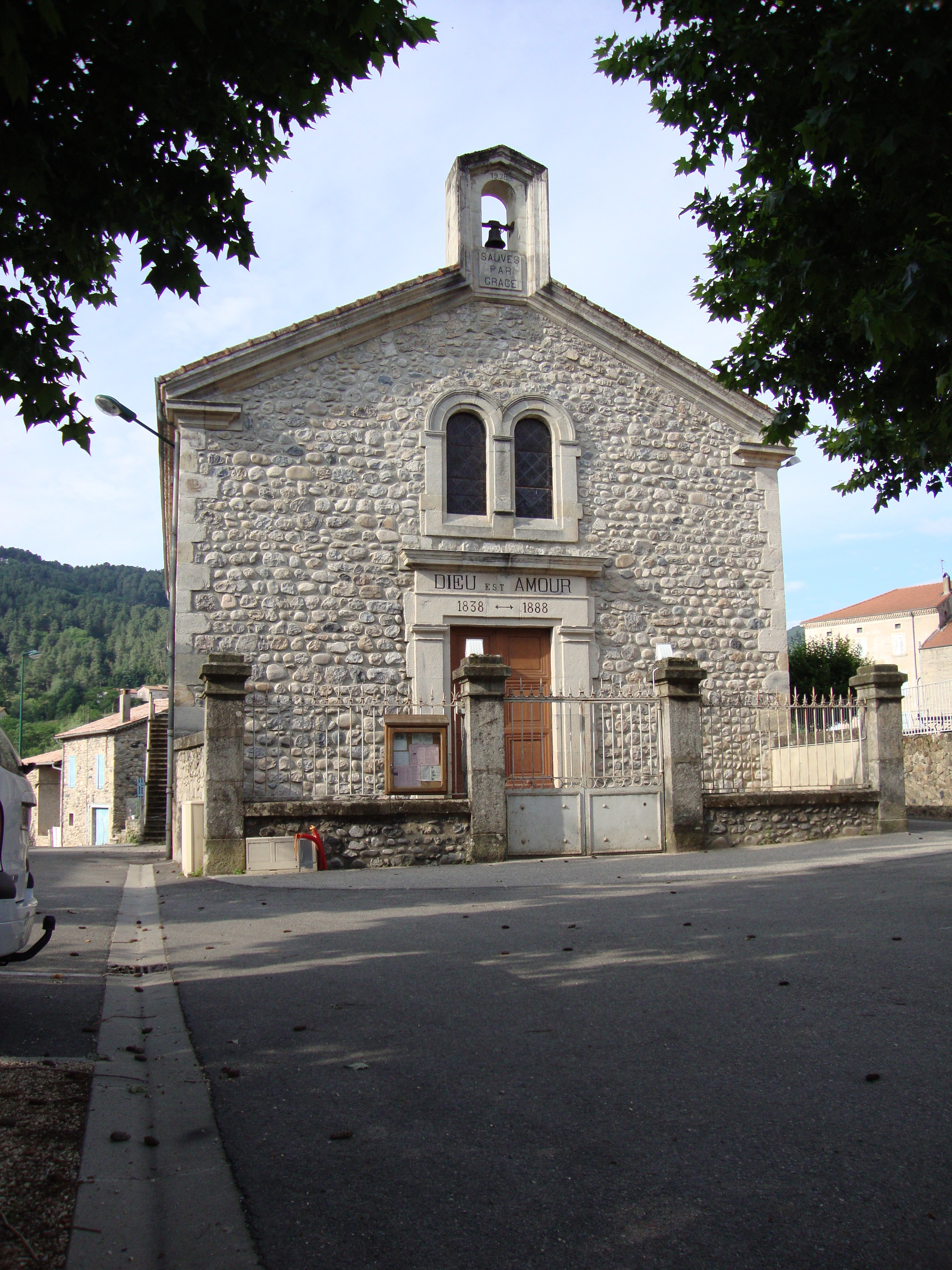
Церковь
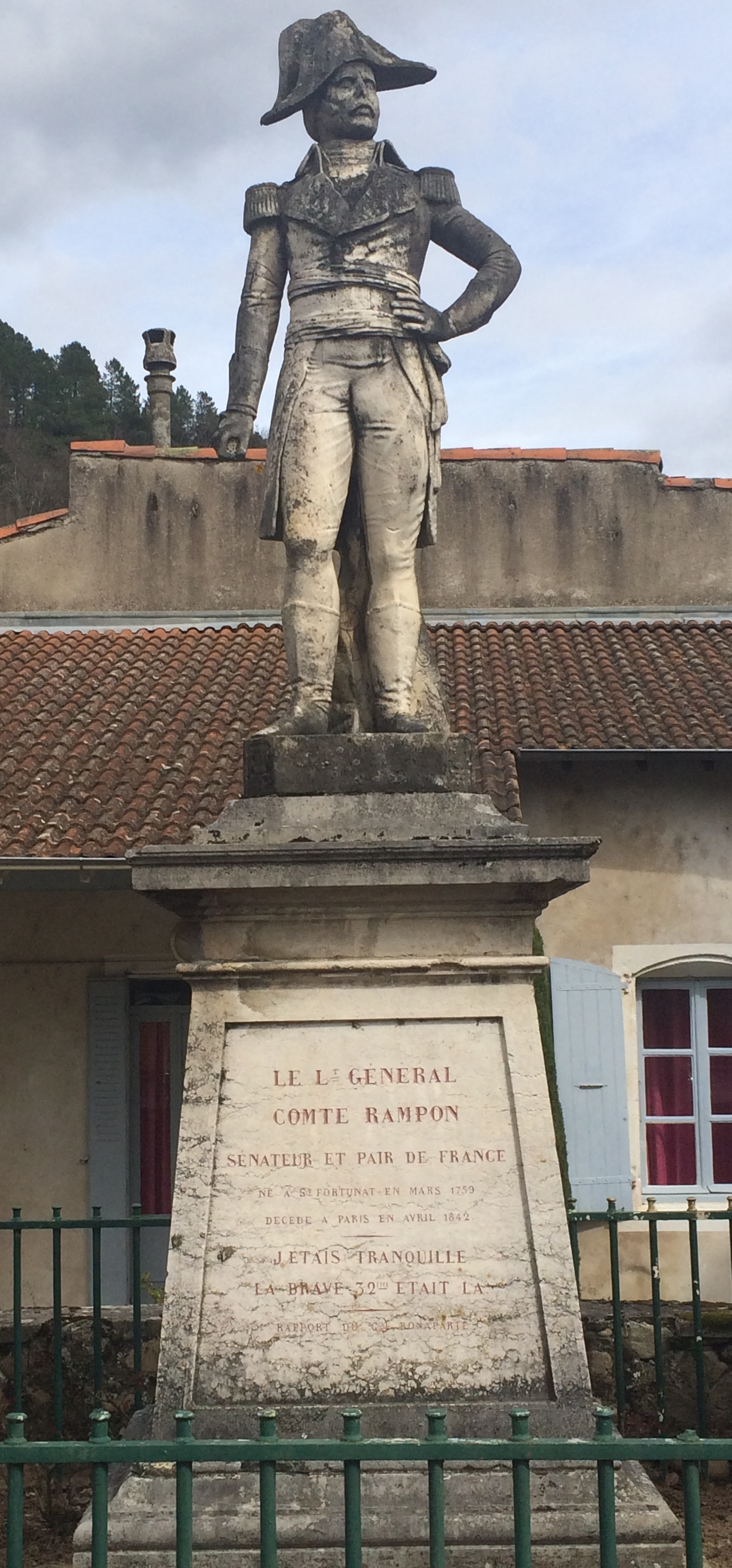
Памятник генералу Антуану-Гийому Рампону
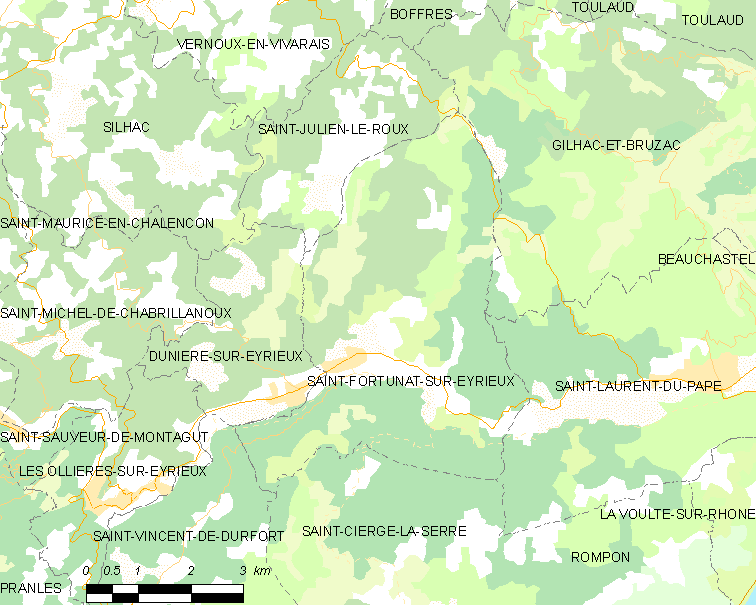
Карта коммуны